# Iso-Valkee
Iso-Valkee är en sjö i Sommarnäs i kommunen Somero i landskapet Egentliga Finland i Finland. Arean är 32 hektar och strandlinjen är 4,01 kilometer lång. Sjön  ingår i Uskela ås huvudavrinningsområde.   Den ligger omkring 78 kilometer öster om Åbo och omkring 77 kilometer nordväst om Helsingfors. 
Iso-Valkee ligger sydväst om Iso-Ätämö. 